# Lađevci (miasto Kraljevo)
Lađevci (cyr. Лађевци) – wieś w Serbii, w okręgu raskim, w mieście Kraljevo. W 2011 roku liczyła 1074 mieszkańców.